# Delfānābād
Delfānābād (persiska: دِلفان آباد, دلفان آباد) är en ort i Iran.   Den ligger i provinsen Ilam, i den västra delen av landet, 500 km sydväst om huvudstaden Teheran. Delfānābād ligger 573 meter över havet och antalet invånare är 439.
Terrängen runt Delfānābād är varierad.Runt Delfānābād är det ganska glesbefolkat, med 43 invånare per kvadratkilometer. Närmaste större samhälle är Darreh Shahr, 5,6 km söder om Delfānābād. Omgivningarna runt Delfānābād är i huvudsak ett öppet busklandskap.